# Eugen Kadeřávek
Eugen Kadeřávek, křtěný Jan Nepomuk Josef (26. července 1840 Německý Brod – 3. května 1922 Želiv) byl český katolický kněz a premonstrát, teolog a tomistický filosof, profesor Teologické fakulty pražské univerzity a v letech 1897–1898 její rektor.

## Život
Po maturitě v Jihlavě vstoupil do premonstrátského kláštera v Želivě, studoval teologii v Praze a roku 1864 byl vysvěcen na kněze. Pak studoval klasickou filologii na Filosofické fakultě, od roku 1866 byl profesorem klasické filologie a filosofie na gymnáziu v Německém Brodě a roku 1871 získal doktorát filosofie. V letech 1882–1883 studoval na univerzitách v Innsbrucku, v Praze, v Římě a ve Vídni. Vyučoval na gymnáziu v Olomouci, vedle klasických jazyků také francouzštinu a angličtinu. Roku 1883 se habilitoval pro obor křesťanské filosofie na teologické fakultě v Olomouci a roku 1891 byl povolán jako profesor teologie a filosofie na Teologickou fakultu české university v Praze. V letech 1893–1894 byl jejím děkanem a v letech 1897–98 rektorem české university.

## Dílo
Kadeřávek začal jako přívrženec Herbartovy filosofie a pedagogiky, později se však přiklonil k filosofii aristotelsko-tomistické, kterou do českého prostředí uvedl jako první. Do různých časopisů napsal četné články filosofické, pedagogické a estetické. Překládal z francouzštiny a vydal řadu knih teologických, apologetických a filosofických, v nichž mimo jiné vypracoval českou scholastickou terminologii.
Z jeho samostatných spisů:
- Křesťanská filosofie, porovnána s některými filosofickými soustavami nového věku (1885)
- Logika formálná (1887)
- O atheismu čili bezbožectví (1878) [3]
- Filosofie křesťanská, porovnána s některými filosofiemi nového věku (1884) [4]
- O atheismu; O jsoucnosti a bytnosti Boží (1896)
- O jsoucnosti a bytnosti boží, I: O jsoucnosti boží (1896) [5]
- Psychologie
- Právo přirozené základem zákonodárství lidského
- Věda a víra
- O původu tvorstva dle zpráv biblických (1897)
- O účelnosti v přírodě; Metafysika obecná (1898)
- Může-li katolík věrným zůstati svému přesvědčení? (1902) [6]
- Padesát professorů vysokých škol, upřímných katolíků z XIX. století (1904) [7]
- Morálka filosofická (1906) [8]
- Věcná souvislost fakulty theologické s ostatními fakultami (1907) [9]
- O stavu kněžském (1916) [10]
- Soustava filosofie křesťanské čili aristotelicko-thomistické I.–III. (1919–1920) [11] [12]
- Třistapadesát výborných kněží katolických (1921) [13]